# Hautzinger Gyula
Dr. Hautzinger Gyula (Budapest, 1949. március 13. –) nyugállományú ezredes, katonai elemző és publicista.

## Szakmai életútja
Középiskolai tanulmányai után, a Zalka Máté Katonai Műszaki Főiskolát hadtáp szakon 1971-ben végezte.
1971-től első tiszti beosztásában négy évig a 11. Honi Légvédelmi Tüzér (rakéta) ezred hadtápszolgálatánál, tervező-szervező tisztként szolgált.
1976–79. között (tíz hónapos orosz nyelvi előkészítő tanfolyam után) Leningrádban (ma Szentpétervár) a Katonai Hadtáp és Szállítási Akadémián sikeresen végezte magasabb tiszti beosztásra képesítő (egyetemi) szakmai tanulmányait.
1979–84. között a Honi Légvédelmi Hadosztálynál (Miskolc) mint a hadosztály hadtáp törzsfőnöke teljesített szolgálatot. 1980-tól a hadosztály felszámolásáig, négy éven át megbízottként, ellátta a hadosztály hadtápfőnöki (parancsnok hadtáphelyettesi) feladatokat is.
1984. nyarán áthelyezésre került a Honvédelmi Minisztériumba, ahol kiemelt hadműveleti főtisztként a Hadtáp Főcsoportfőnökség állományában teljesített szolgálatot.
1986-ban a két évvel korábban alakult, az ország teljes légvédelméért felelős 1. Honi Légvédelmi Hadtest (Veszprém) hadtápfőnökévé, tábornoki beosztásba a parancsnok hadtáphelyettesének  nevezték ki. 1990-től a korábbi hadtáp és technikai szolgálatok összevonása után továbbra is ellátta a Honi Légvédelmi Csapatok hadtápfőnöki beosztását.
1992-ben nyert kinevezést korábbi katonai főiskolájára, hogy több mint húsz év elteltével azt a tanszéket (Hadtáp és pénzügy) vezesse, amelynek egykor hallgatója volt. Öt éves tanszékvezetői tevékenysége alatt a katonai főiskolai oktatás átalakításával összhangban tovább közelítette a szakmai tananyagot annak a polgári felsőoktatásban is értelmezhető alapjaihoz. Ebből írta és 1995-ben sikeresen megvédte első, egyetemi doktori értekezését. Ezt követően, intenzív angol nyelvi tanfolyamokat végzett és felsőfokú angol nyelvi képesítést szerzett.
1997-ben nevezték ki az újonnan alakult, és a NATO csatlakozást elősegítő NATO Integrációs Felkészítő Munkacsoportba, ahol mint a logisztikai szekció vezetője dolgozott a katonai felkészülés elősegítésén. Közben Hollandiában a Védelmi Kollégium hallgatójaként, elsőként végzett a partner országok részére szervezett haladó törzstiszti tanfolyamon.
1998. június 1-től a NATO Szövetségesek Atlanti Legfelső Parancsnokának felkérése alapján, mint a honvéd vezérkar főnök kiküldötte kinevezést kapott a hadászati parancsnokság norfolki (USA, Virginia) főhadiszállására, ahol első magyar tisztként képviselte a Magyar Honvédséget. Hazánk 1999. március 12-i csatlakozása után eredeti felkészültségének megfelelően, a parancsnokságon  logisztikai főtiszti beosztásban folytatta NATO szolgálatát.
2001. március 1-től a Magyar Köztársaság elnökének felkérésére rövid ideig szárnysegédi teendőket látott el.
2001. december 15-től a HM Stratégiai Védelmi Kutató Hivatal tudományos főmunkatársa. 
2002-ben Ph.D. fokozatot szerzett.
2003. augusztusa és 2004 júliusa között egy esztendőt töltött Irakban, mint a Nemzetközi („Lengyel”) Hadosztály logisztikai főnöke, ebben a minőségében a magyar szállító zászlóalj szakmai irányítója. Hazatérte után munkáját a Zrínyi Miklós Nemzetvédelmi Egyetem Társadalomtudományi Intézetében folytatta.
2006. március 14-n a szolgálati felső korhatár elérésével nyugállományba vonult.
Hobbija a vadászat, 1996-1998 között az országos Vadászati Kulturális Egyesület elnöke volt. Folyékonyan beszél angolul és oroszul. Nős, két felnőtt gyermeke és öt unokája van.

## Publikációi
Különböző fórumokon rendszeresen előad, publikál, regisztrált újságíró. Leggyakrabban az EUROASTRA internetes magazinban jelennek meg cikkei, amelynek szerkesztő-újságírója. Katonai elemzőként gyakran publikál a GROTIUS tudományos folyóiratban. Öt könyve jelent meg, amelyek elérhetőek az Országos Széchényi Könyvtár elektronikus könyvtárában:
- A katonai gazdásztiszt-képzés
- A modern Nemzetőrségről – tények és gondolatok
- Babiloni képes napló : Egy év a háborúban, napról-napra
- Mikor kezdődik a vadászév? : Elbeszélések, publicisztikák
- Norfolki emberünk
- Emlékek, könyvek, tanulmányok : Harminc év a tudomány, az oktatás és a katonai ismeretterjesztés világában

## Társadalmi szerepvállalás
Nyugdíjba vonulása után éveken keresztül a Magyar Atlanti Tanács alelnöke volt.

## Kitüntetései
Kitüntetései közül említésre méltó: a Francia Köztársaság Érdemrend tiszti fokozata, valamint iraki tevékenységéért az USA és Szlovákia által adományozott kitüntetések. 2018-ban megkapta az USA hadseregének legmagasabb logisztikai elismerését a Szent Márton Érdemrendet.